# تپه شیودول دریژ
تپه شیودول دریژ مربوط به دوران پیش از تاریخ ایران باستان است و در شهرستان سقز، کنار جاده شوسه عصرآباد به سقز واقع شده و این اثر در تاریخ ۲۵ اسفند ۱۳۸۰ با شمارهٔ ثبت ۵۱۱۸ به‌عنوان یکی از آثار ملی ایران به ثبت رسیده است.